# Luci lontane (film 2003)
Luci lontane (Lichter) è un film del 2003 diretto da Hans-Christian Schmid.